# Педурецу
Педурецу (рум. Pădurețu) — село у повіті Вилча в Румунії. Адміністративно підпорядковане місту Бебень.
Село розташоване на відстані 163 км на захід від Бухареста, 21 км на південний захід від Римніку-Вилчі, 77 км на північ від Крайови, 135 км на південний захід від Брашова.

## Населення
За даними перепису населення 2002 року у селі проживали 244 особи, усі — румуни. Усі жителі села рідною мовою назвали румунську.